# BYD Yuan

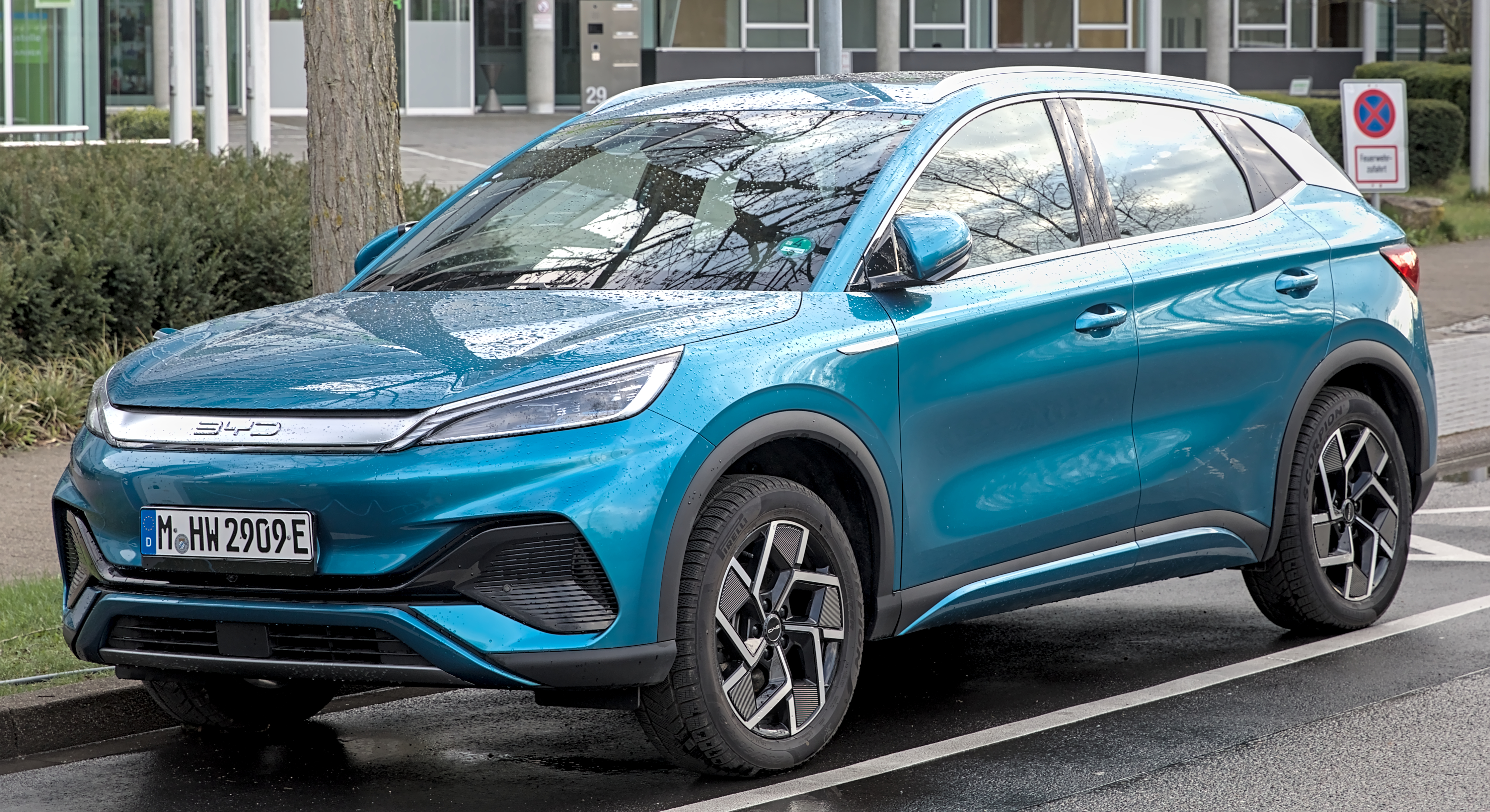
BYD Atto 3 (Германия)

BYD Yuan (比亚迪元) — субкомпактный кроссовер китайской компании BYD. В иерархии расположен ниже BYD Song. Автомобиль является частью серии автомобилей Dynasty и назван в честь империи Юань.

## Первое поколение
BYD Yuan является третьим SUV компании BYD, после BYD S6 и BYD Tang, и четвёртым автомобилем, названным по китайской империи, после BYD Qin, BYD Han и BYD Tang. В моторную гамму входят как автомобили с ДВС, так и подзаряжаемые гибриды (PHEV), включая электромобили.

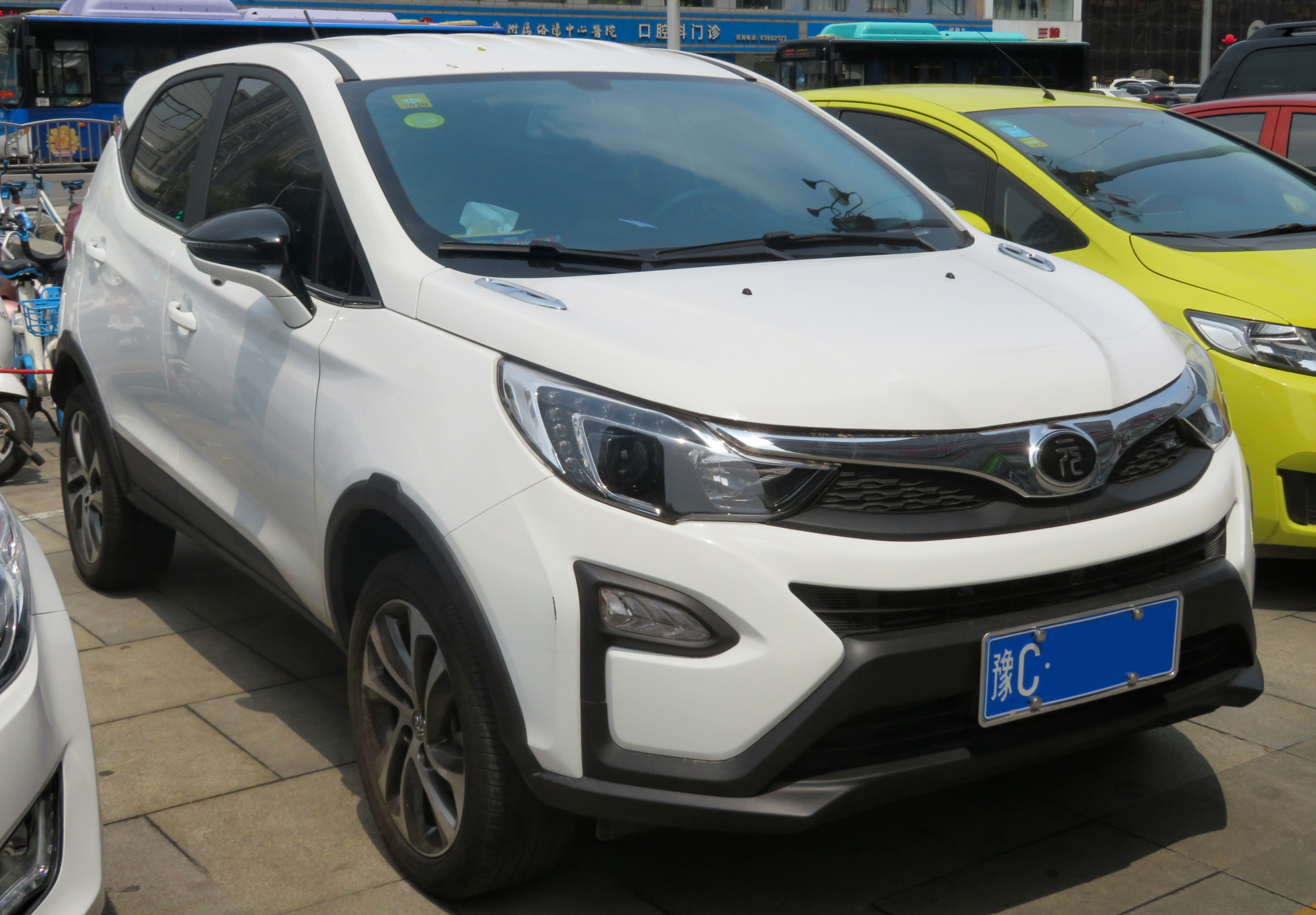
BYD Yuan Sport
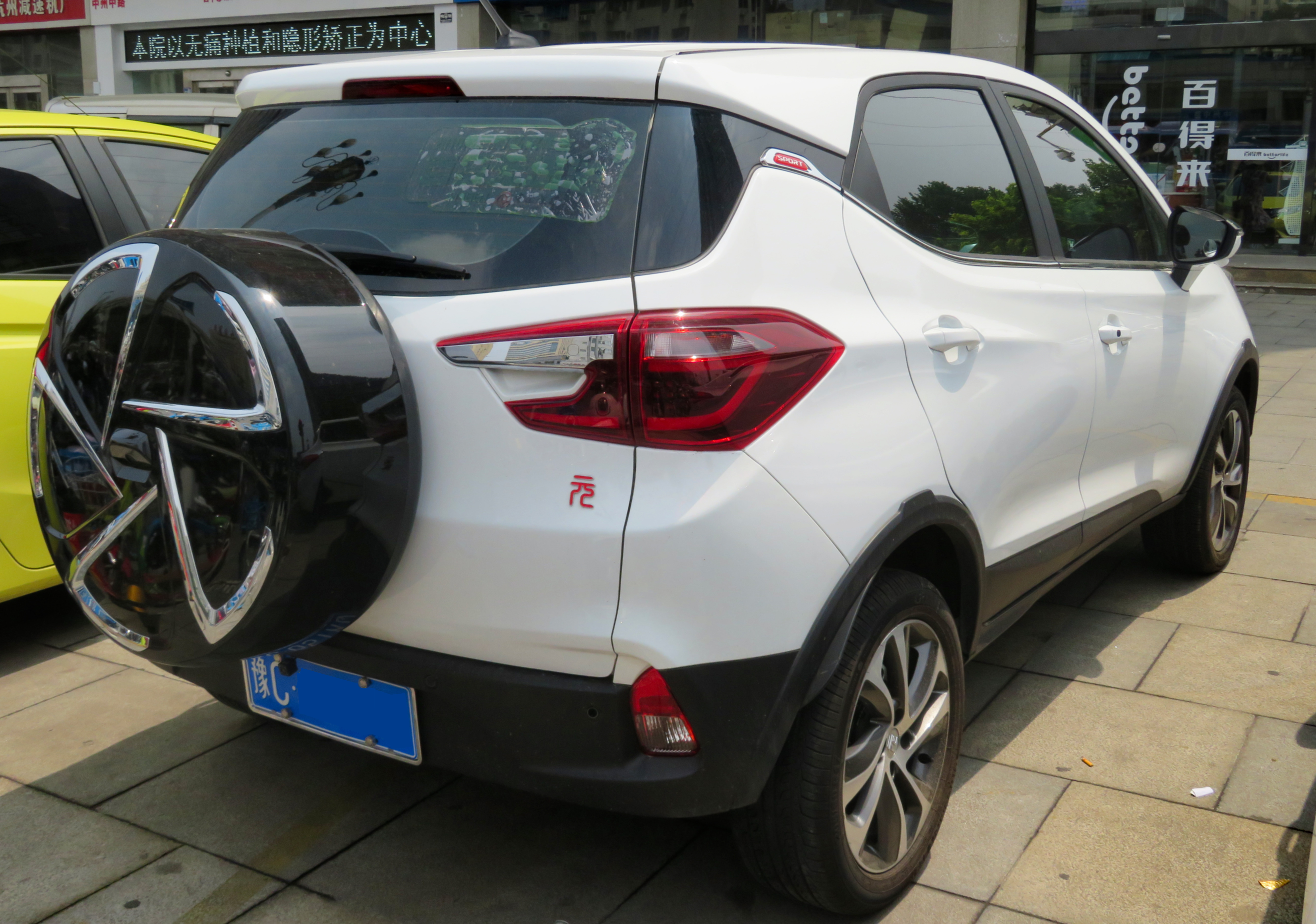
BYD Yuan Sport

### BYD S1
BYD S1 является малолитражным кроссовером с бензиновым двигателем, который выпускается компанией BYD в 2015 году. На рынки поставляется с марта 2016 года. На некоторых рынках название S1 было сохранено.

### Рестайлинг

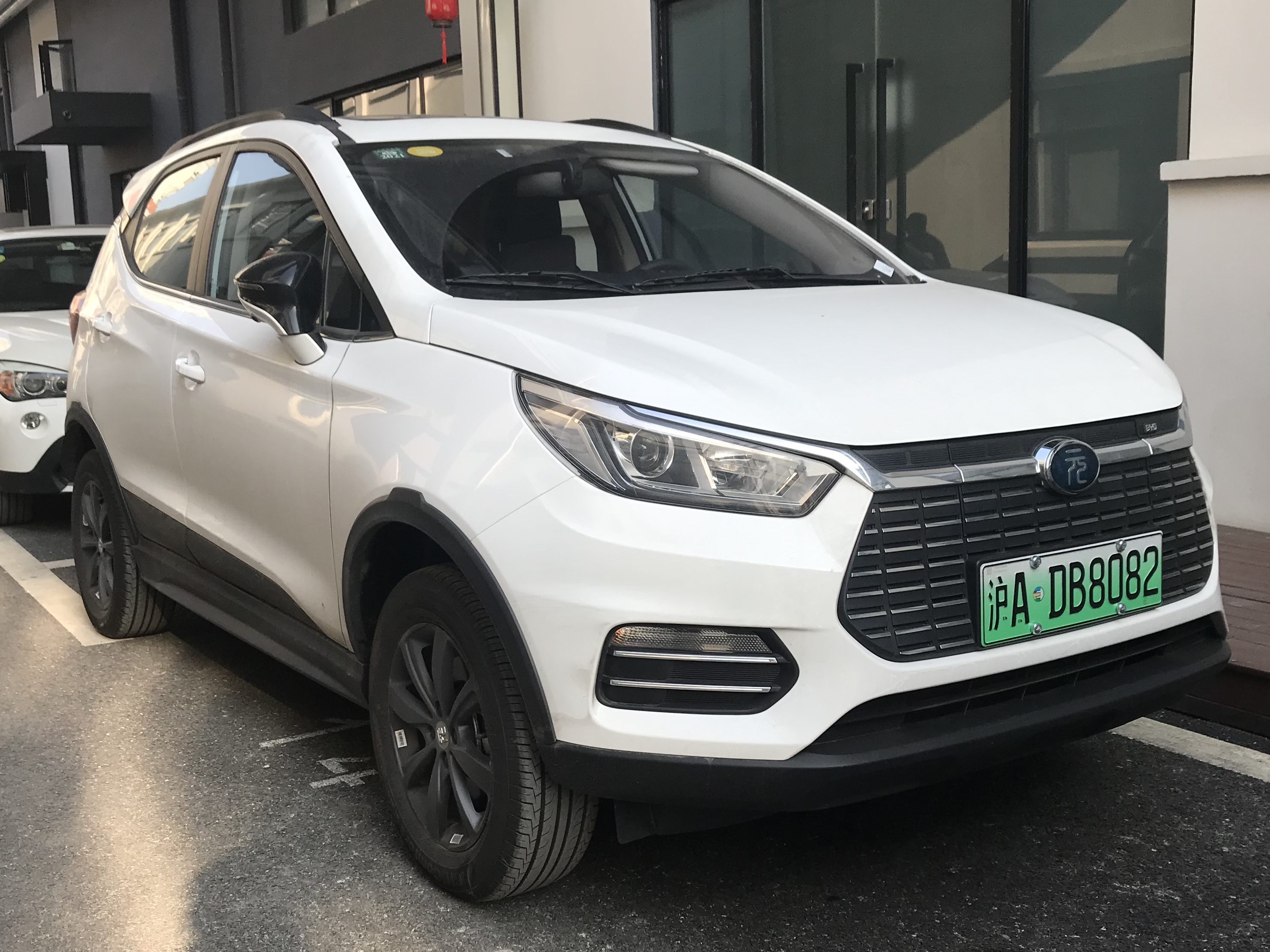
BYD Yuan (EV)
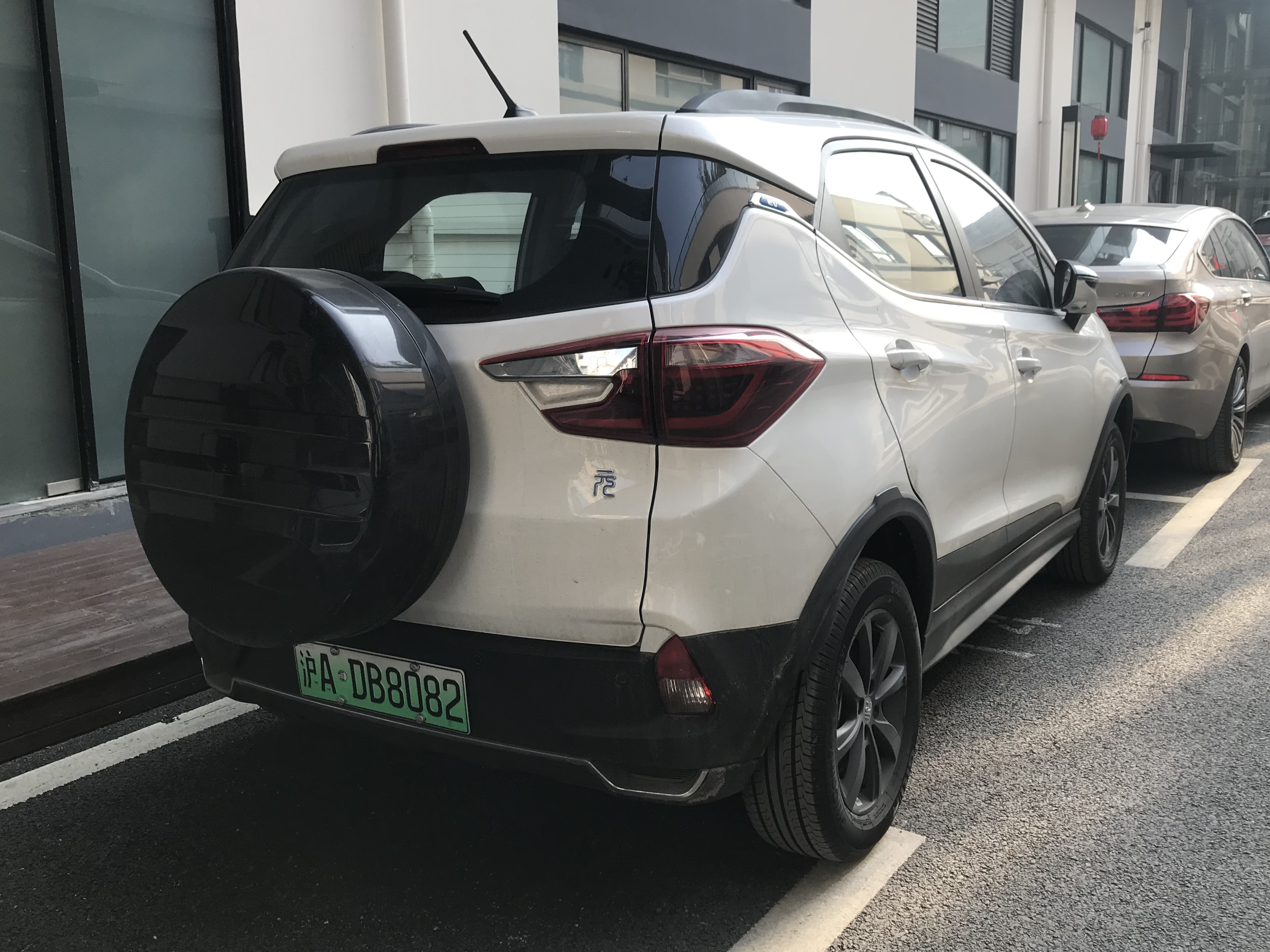
BYD Yuan (EV)
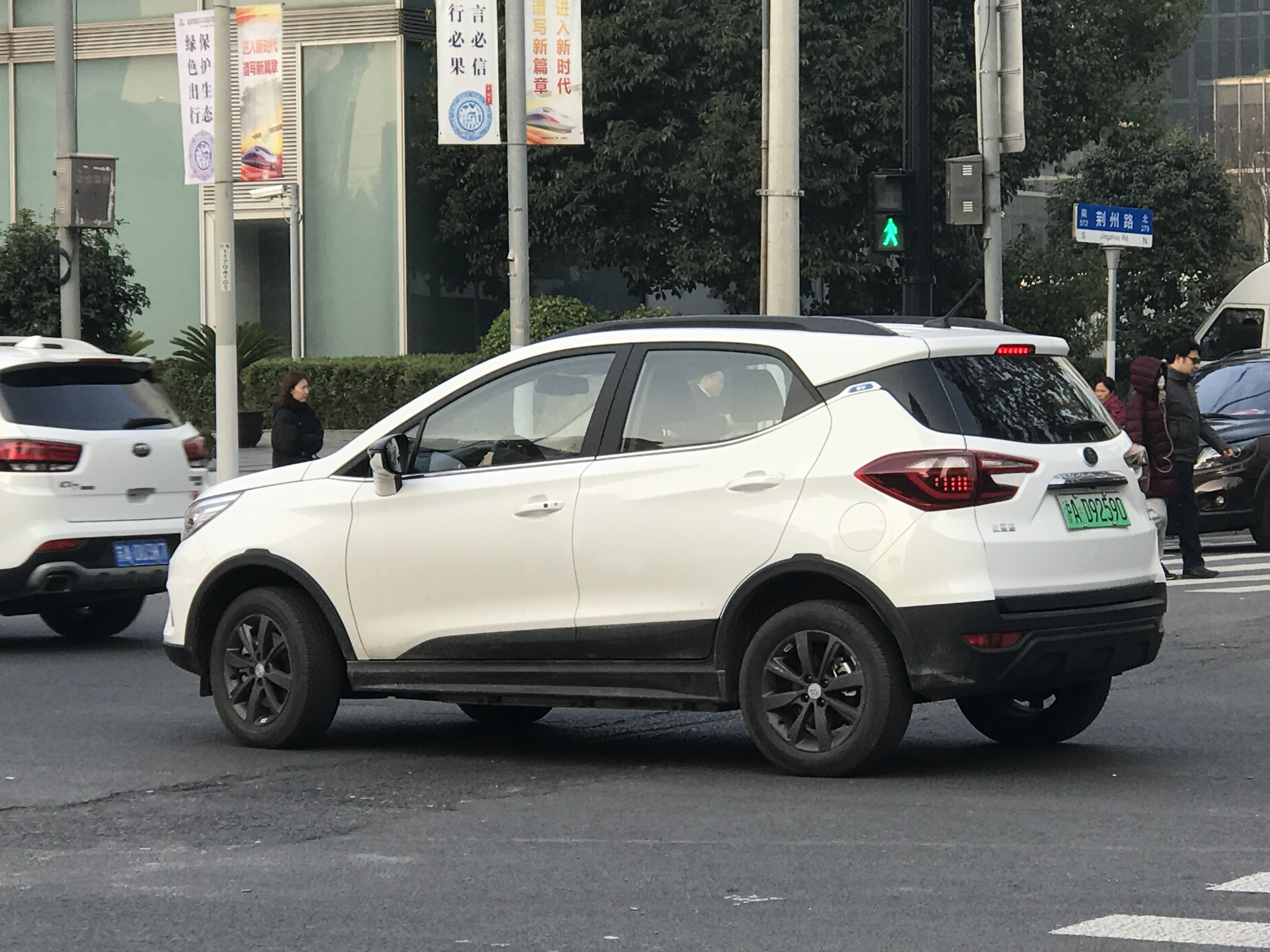
Версия без запасного колеса

В 2018 году автомобиль прошёл рестайлинг передней части, дизайн которой был выполнен в стиле Dragon Face, как и у других моделей, названных по китайской империи. Также был выпущен электромобиль BYD Yuan EV360 с аккумулятором ёмкостью 43,2 кВт⋅ч и запасом хода 305 км. Одновременно продавался BYD Yuan EV535 с аккумулятором ёмкостью 53,2 кВт⋅ч.

### 2020 Yuan EV
По состоянию на август 2020 года, в Китае продавались автомобили BYD Yuan только с электродвигателями, которые питаются от аккумуляторов ёмкостью 40,62—53,22 кВт⋅ч. По циклу NEDC запас хода составляет 410 км.

### Yuan Pro
В 2021 году автомобиль BYD Yuan прошёл фейслифтинг и стал называться Yuan Pro. Автомобиль имеет приборную панель, аналогичную той, что у BYD Han EV. Приводился в движение двигателем мощностью 136 л. с. и крутящим моментом 210 Н⋅м.

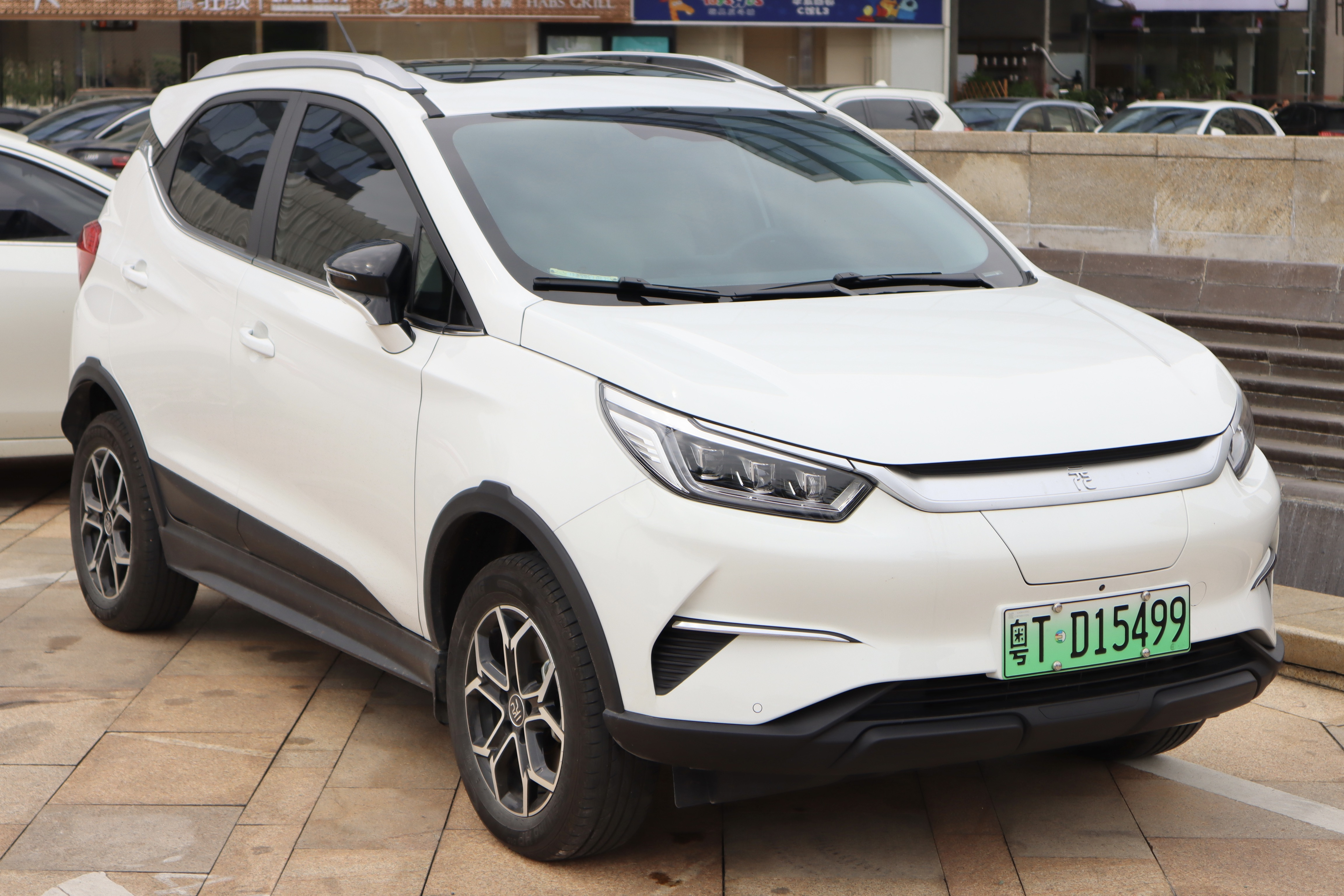
Вид спереди
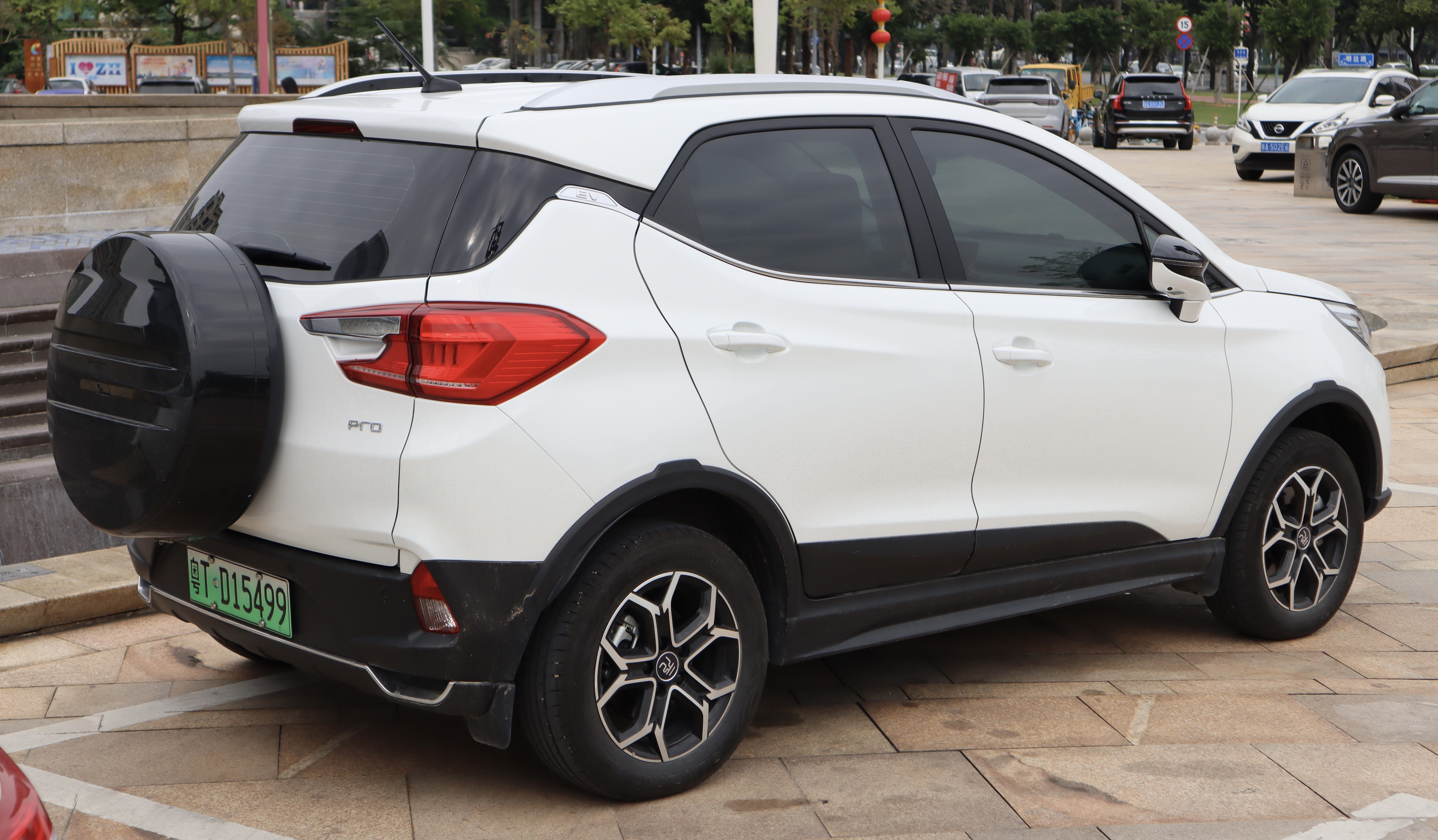
Вид сзади

### BYD S2
BYD S2 являлся электромобилем, укороченным с 4360 мм до 4100 мм. Продаваётся в Китае с 2019 года. Ёмкость аккумулятора составляет 40,62 кВт⋅ч.

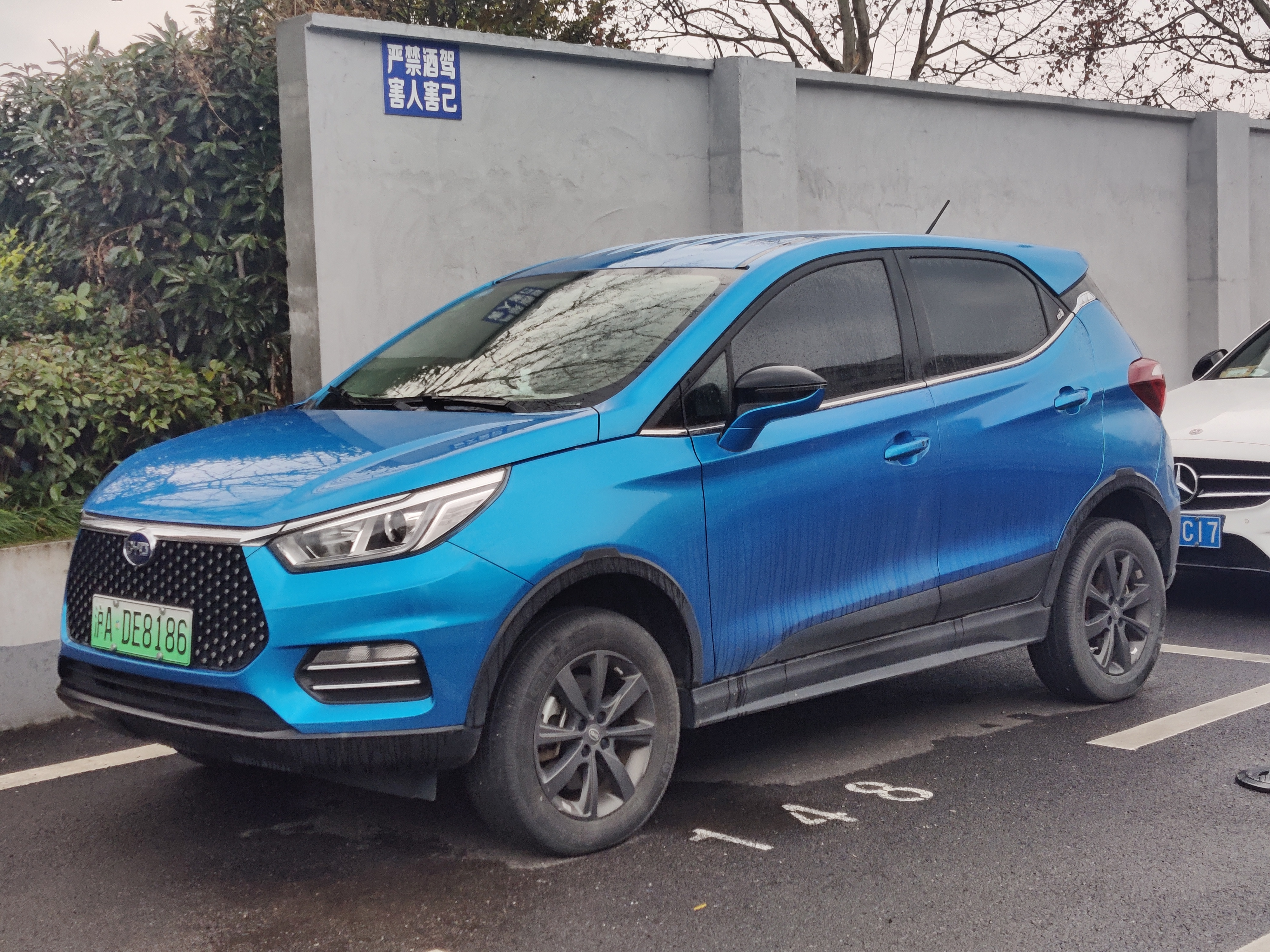
Вид спереди
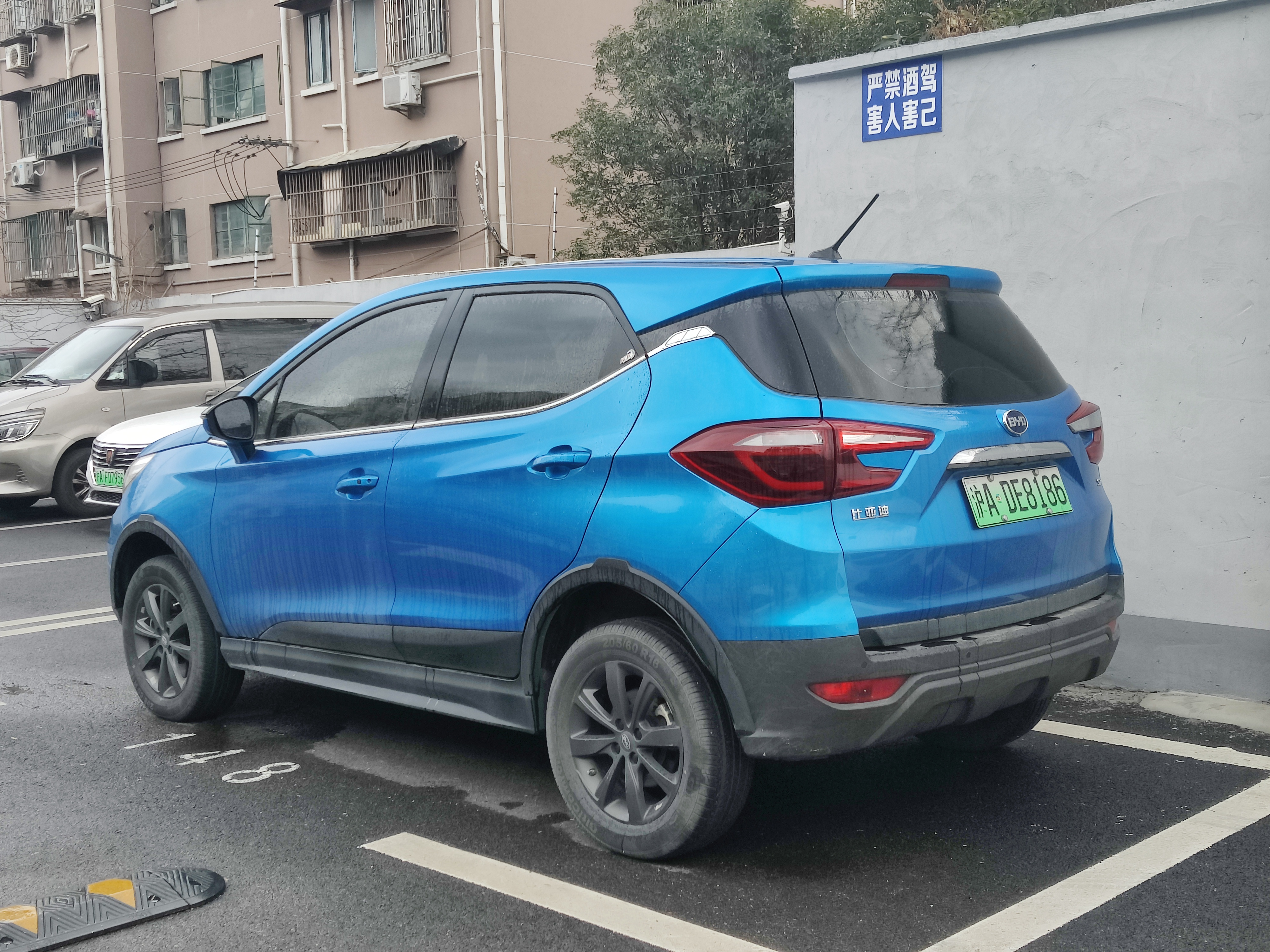
Вид сзади

## BYD Yuan Plus
Новости о втором поколении BYD Yuan были опубликованы в июле 2021 года. Стало известно, что автомобиль получит индекс BYD Yuan Plus.

## BYD Yuan Up
Третья модель получившая индекс Yuan стал электромобиль BYD Yuan Up, который также известен под названием BYD Atto 2. Продажи начались в 2024 году.